# István Major
István Major (Budapest, 20 de mayo de 1949 − 5 de mayo de 2014) fue un atleta húngaro, especialista en salto de altura. Ganó cuatro medallas en el Campeonato Europeo de Atletismo en Pista Cubierta entre 1971 y 1974, también ganó dos medallas de plata en las Universiadas. Su mejor actuación olímpica fue un sexto lugar en Múnich 1972.

## Trayectoria
Su primer logro internacional fue un quinto lugar en el Campeonato Europeo de Atletismo de 1969. Su primera victoria llegó en el Campeonato Europeo de Atletismo en Pista Cubierta de 1971 celebrado en Sofía. Los tres medallistas saltaron 2,17 metros pero Major acabó ganando la medalla de oro. Ese mismo año, terminó cuarto en el Campeonato Europeo de Atletismo de 1971.
Al año siguiente, defendió la medalla de oro en el Campeonato Europeo de Atletismo en Pista Cubierta de 1972 celebrado en Grenoble. Consiguió saltar 2,24 metros, batiendo el récord del campeonato y logrando su mejor marca personal. Ese mismo año, compitió en los Juegos Olímpicos de Múnich 1972, terminando en sexto lugar de la general empatado con el canadiense  John Beers. En el Campeonato Europeo de Atletismo en Pista Cubierta de 1973 ganó su tercera medalla de oro consecutiva, esta vez saltando 2,20 metros. Ese mismo año, ganó una medalla de plata en la Universiada de 1973 celebrada en Moscú. Con un salto de 2,18 metros igualó el resultado de Vladimír Malý pero tuvo que conformarse con la medalla de plata. En el Campeonato Europeo de Atletismo en Pista Cubierta de 1974 volvió a saltar 2,20 metros, pero esta vez solo fue suficiente para ganar la medalla de plata al quedar detrás del soviético Kęstutis Šapka. En el Campeonato Europeo de Atletismo de 1974 quedó en cuarto lugar tras perder la medalla de bronce con Vladimír Malý.
En el Campeonato Europeo de Atletismo en Pista Cubierta de 1975, Major solo logró un octavo lugar al saltar 2,16 metros. En la Universiada de 1975 celebrada en Roma ganó su segunda medalla de plata. Los tres medallistas saltaron 2,13 metros pero tuvo que conformarse con la segunda posición, quedando por detrás del italiano Enzo Del Forno. En los Juegos Olímpicos de Montreal 1976 entró en la fase de clasificación pero no logró superar la barrera de los 2,10 metros y no se clasificó para la ronda final. En el Campeonato Europeo de Atletismo en Pista Cubierta de 1977 acabó en la decimotercera posición al saltar 2,16 metros y en el Campeonato Europeo de Atletismo en Pista Cubierta de 1979 acabó también en decimotercera posición al saltar 2,15 metros. En 1977 el polaco Jacek Wszoła saltó 2,25 metros y superó el récord del campeonato que tenía Major desde 1972 con 2,24 metros.
Major fue campeón húngaro de salto de altura en 1973, 1976, 1977 y 1978. También fue campeón húngaro en pista cubierta en 1977 y 1978.

### Veterano
En 1990 ganó la medalla de oro en el Campeonato de Europa de Veteranos, saltando 2,07 metros en la clase de +40 años (M40). Ningún otro atleta en los Campeonatos de Europa de Veteranos se ha acercado a ese resultado. En julio de 2002, estableció un récord de Canadá para la clase de +55 años al saltar 1,85 metros en Toronto.